# Ustje (řeka)
Ustje (rusky Устье) je řeka v Jaroslavské oblasti v Rusku. Je dlouhá 153 km. Povodí řeky je 2530 km².

## Průběh toku
Ústí zleva do Kotorosli (povodí Volhy).

## Vodní režim
Zdrojem vody jsou převážně sněhové srážky. Průměrný roční průtok vody ve vzdálenosti 42 km od ústí činí přibližně 10,3 m³/s. Zamrzá na začátku listopadu a rozmrzá v dubnu.